# Хубавицата
„Хубавицата“ (на английски: Pretty Baby) е американски филм от 1978 година, драма с еротични елементи на режисьора Луи Мал по сценарий на Поли Плат. Главните роли се изпълняват от Брук Шийлдс, Кийт Карадайн, Сюзън Сарандън.

## Сюжет
В центъра на сюжета е животът в квартал с публични домове в Ню Орлиънс от началото на XX век, представен през погледа на дете проститутка, родено в един от тях.

## В ролите
| Изпълнител     | Роля      |
| -------------- | --------- |
| Брук Шийлдс    | Вайолет   |
| Сюзън Сарандън | Хати      |
| Кит Карадайн   | Белок     |
| Франсис Фей    | Нел       |
| Антонио Фаргас | Професора |
| Матей Антън    | Ред Топ   |
| Даяна Скаруид  | Фрида     |
| Барбара Стийл  | Жозефин   |
| Серет Скот     | Флора     |
| Черил Марковиц | Гуси      |

## Награди и номинации
„Хубавицата“ е номиниран за наградата „Златна палма“, както и за „Оскар“ за най-добра музика.